# Thomasomys notatus
Thomasomys notatus is een knaagdier uit het geslacht Thomasomys dat voorkomt in het zuidoosten van Peru. De typelocatie, Torontoy, ligt op 2896 m hoogte in de regio Cuzco. Het karyotype bedraagt 2n=44, FN=44. De beschermingsstatus van deze soort is volgens de IUCN "veilig" (LC = Least Concern).